# Thaumatoperla
Thaumatoperla (лат.) — род насекомых из семейства Eustheniidae отряда веснянок.
Включает четыре вида веснянок, эндемичных для Викторианских Альпов Австралии.

## Описание
Thaumatoperla — крупные веснянки с большой переднеспинкой и широкими крыльями, но неспособные к полету.

## Систематика
Род включает следующие виды:
- Thaumatoperla alpina Burns & Neboiss, 1957
- Thaumatoperla flaveola Burns & Neboiss, 1957
- Thaumatoperla robusta Tillyard, 1921
- Thaumatoperla timmsi Zwick, 1979